# ليف أندرسون (مجدف)
ليف أندرسون (بالفنلندية: Leif Bertel Andersson)‏ هو مجدف فنلندي، ولد في 27 ديسمبر 1944 في بورفو في فنلندا.

## وصلات خارجية
- ليف أندرسون على موقع الاتحاد الدولي للتجديف (الإنجليزية)
- ليف أندرسون على موقع اللجنة الأولمبية الدولية (الإنجليزية)
- ليف أندرسون على موقع أوليمبيديا (الإنجليزية)